# 喀提林
喀提林（拉丁語：Lucius Sergius Catilina，約前108年-前62年）是羅馬的政治家，罗马元老，曾密谋发动政变，推翻罗马元老院的统治，事败后出逃，后战死。

## 生平
他虽出生於貧窮之家，但其家族是羅馬最古老的貴族家族之一，gens Sergia。Sergia的祖先Sergestus传说与埃涅阿斯在特洛伊战争后一同来到意大利，但是有好几个世纪都没有成为显赫的家族。这个家族上一次有成员成为执政官是在公元前380年的Gnaeus Sergius Fidenas Coxo。而这些因素也成为日后喀提林的政治抱负和重建家族辉煌的野心的起因。
事業的初期依附於蘇拉，於公元前68年被選為裁判官，次年被選為阿非利加省的总督，但在公元前66年因為行政不當之控告而未能當選執政官。此時他既有沉重債務，又在政途上失意，遂與一些羅馬貴族陰謀叛變。当时罗马元老院和公民大会之间的矛盾激烈，喀提林借机希望联合公民大会一同推翻罗马元老院，但公民大会并未支持他发动政变的提议。

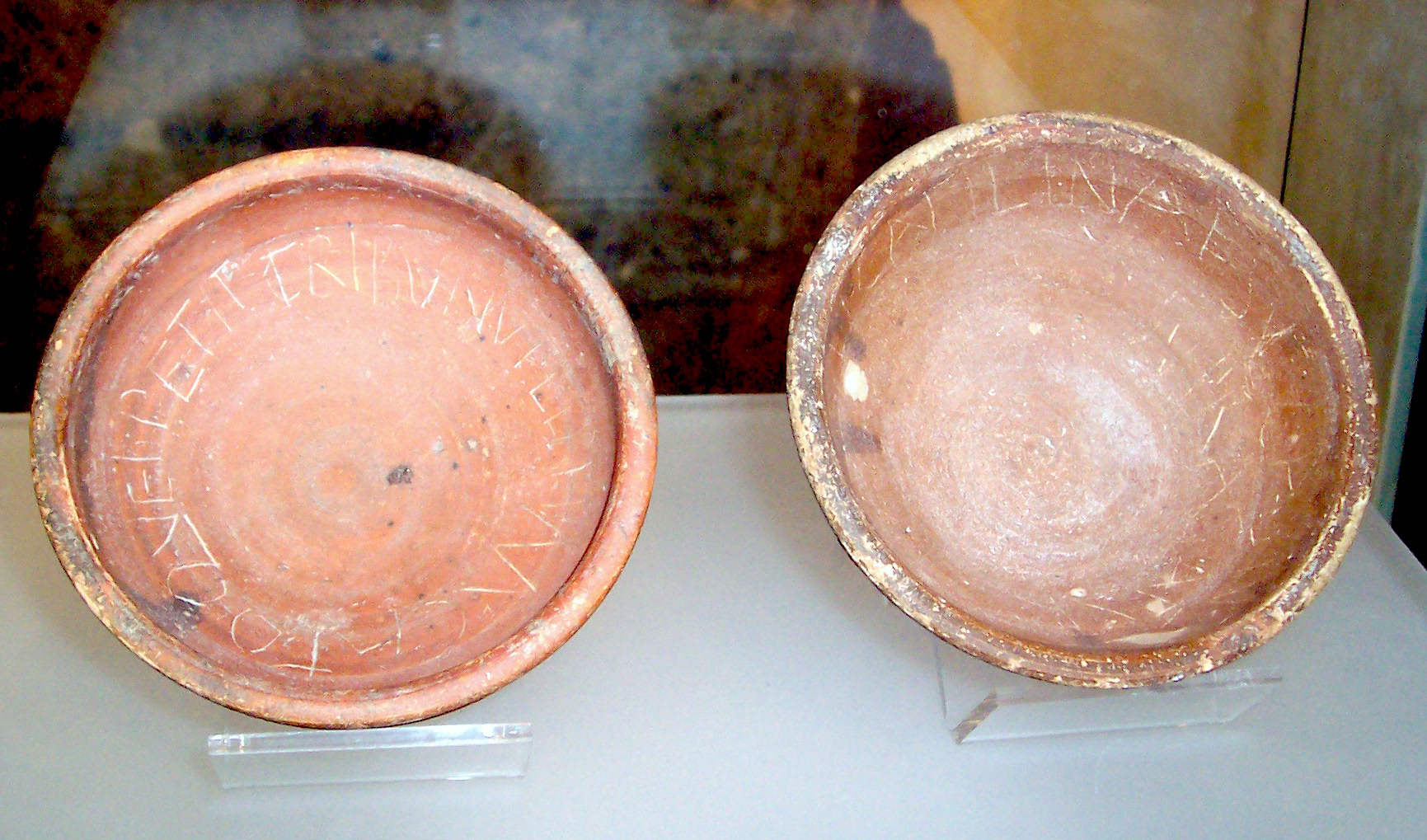
古罗马竞选中，候选人有时候将刻有自己名字的碗赠给选民，用来助选。这两个碗是为前 62 年的选举，造于前63年。右边的是L. Cassius Longinus（曾在前 66 年任裁判官）出钱制造，支持喀提林竞选执政官。左边的是小加图竞选保民官

公元前63年他計劃刺殺執政官西塞羅和其他對他有敵意的元老，並做了政变的細部安排，這陰謀卻被西塞羅發現。當刺客來到執政官家時，行跡敗露，結果落荒而逃。兩天後在元老院的會議上，喀提林仍然照常出席。西塞羅當眾究責他，發表了他那在歷史上著名的演說。喀提林提出答辯，但眾人的責駡蓋過了他的聲音。之後他成功逃脫，與他在義大利西北的同謀者及軍隊會合，但他在羅馬的黨羽則遭捕殺。
之後他在義大利多次和共和軍衝突，但都遭到鎮壓。在公元前62年1月，他和共和軍發生比斯多利之戰（Battle of Pistoria)，敗陣被殺。撒路斯提乌斯著有《喀提林阴谋》记录了整个事件的过程。